# Cyclosa onoi
Cyclosa onoi Tanikawa, 1992 è un ragno appartenente alla famiglia Araneidae.

## Etimologia
Il nome proprio della specie è in onore dell'aracnologo giapponese Hirotsugu Ono

## Caratteristiche
L'olotipo femminile e i paratipi rinvenuti sono di dimensioni: cefalotorace lungo 2,02-2,35mm, largo 1,47-1,63mm; opistosoma lungo 3,92-5,03mm, largo 2,12-2,80mm.

## Distribuzione
La specie è stata reperita in Cina e Giappone. Le località giapponesi sono: a Izunuma, presso Tome-gun, nella prefettura di Miyagi (olotipo) e Ōkura, presso Tanzawa, nella prefettura di Kanagawa (paratipo).

## Tassonomia
Al 2014 non sono note sottospecie e dal 2012 non sono stati esaminati nuovi esemplari.